# ویلا سن پیترو
ویلا سن پیترو (به ایتالیایی: Villa San Pietro) یک کومونه در ایتالیا است که در استان کالیاری واقع شده‌است. ویلا سن پیترو ۳۹٫۶ کیلومتر مربع مساحت و ۲٬۰۹۸ نفر جمعیت دارد و ۳۷ متر بالاتر از سطح دریا واقع شده‌است.